# (73791) 1995 CO6
(73791) 1995 CO6 – planetoida z pasa głównego asteroid okrążająca Słońce w ciągu 4,59 lat w średniej odległości 2,76 j.a. Odkryta 1 lutego 1995 roku.